# 里希特斯維爾
里希特斯维尔（德語：Richterswil）是瑞士联邦苏黎世州豪尔根区的市镇。该市镇面积为7.54平方千米，海拔高度408米，2018年12月31日人口数为13,504。

## 地理
里希特斯維爾位于苏黎世湖西南岸，許特訥湖北岸也在里希特斯維爾境内。

## 文化

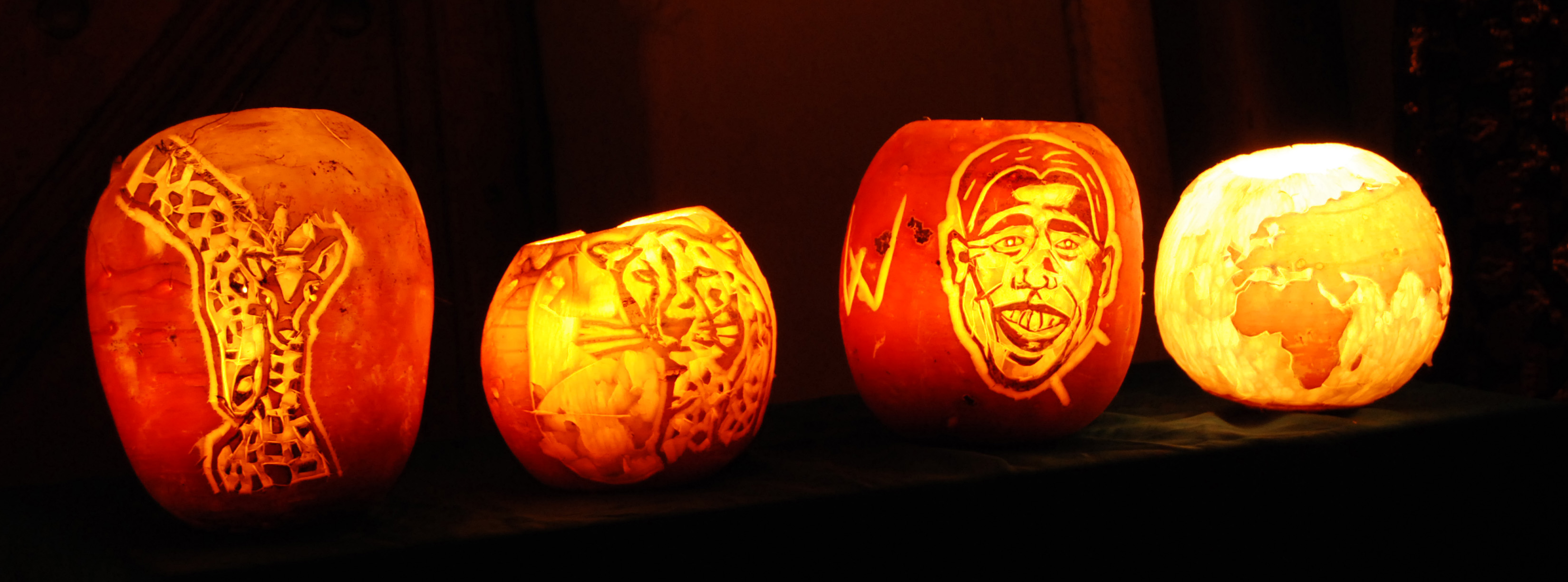
里希特斯維爾灯会期间街头的芜菁灯饰

里希特斯維爾每年最引人注目的文化活动是11月的第二个星期六举行的盛大芜菁灯会。据统计，每年为这一活动种植消耗的芜菁约30吨。节日期间，城内各处都装饰着点亮的芜菁灯，且有众多小灯组成的巨型灯饰。居民也会提灯在城内游行。已被瑞士政府列为非物质保护文化项目。